# Zwartoorkatvogel
De zwartoorkatvogel (Ailuroedus melanotis) is een van de meer dan twintig soorten prieelvogels. De soort heeft drie ondersoorten. Vijf soorten, vogelkopkatvogel (A. arfakianus), noordelijke katvogel (A. jobiensis), zwartkapkatvogel (A. melanocephalus), huonkatvogel (A. astigmaticus) en gevlekte katvogel (A. maculosus) werden vroeger ook als ondersoort beschouwd.

## Kenmerken
Deze katvogel dankt zijn naam aan het geluid dat wordt gemaakt; dit lijkt op het miauwen van een kat. Deze vogels zijn de zogenaamde Australaziatisch katvogels en zij behoren tot een andere familie dan de spotlijsters waaronder de (gewone) katvogel uit de Nieuwe Wereld.
De zwartoorkatvogel heeft een lengte van ongeveer 26-30 centimeter. De vogel is groen op de rug en de vleugels en heeft een taankleurige borst met v-vormige streepjes, op de wangen een zwarte vlek. De iris is helder rood en de forse snavel is licht van kleur. Het mannetje en het vrouwtje verschillen onderling nauwelijks.

## Leefwijze
Het voedsel bestaat voornamelijk uit fruit, zaden en bloemen, maar ook insecten en zelfs eieren en kuikens van andere vogels worden gegeten. De grijskopkatvogel behoort weliswaar tot de prieelvogels maar maakt geen prieel, eerder een soort platform van takken en bladeren, waarboven het mannetje op een tak zingt om de vrouwtjes te lokken.

## Voorkomen en leefgebied
De zwartoorkatvogel komt voor in de middelgebergten van Nieuw-Guinea en de Aru-eilanden op een hoogte van 900 tot 1800 m boven de zeespiegel en verder in het noordoostelijke deel van de Australische provincie Queensland. De groene katvogel (A. crassirostris) komt verder zuidelijk voor in Australië.
De soort telt drie ondersoorten:
- A. m. facialis: het westelijke deel van Centraal-Nieuw-Guinea.
- A. m. melanotis: het zuidelijke deel van Centraal-Nieuw-Guinea en de Aru-eilanden.
- A. m. joanae: oostelijk Kaap York-schiereiland.

## Status
De grootte van de populatie is niet gekwantificeerd maar de soort wordt omschreven als algemeen en wijdverspreid. Op de Rode lijst van de IUCN heeft deze soort de status niet bedreigd.